# Cantonul Cormeilles
Cantonul Cormeilles este un canton din arondismentul Bernay, departamentul Eure, regiunea Haute-Normandie, Franța.

## Comune
- Asnières
- Bailleul-la-Vallée
- Le Bois-Hellain
- La Chapelle-Bayvel
- Cormeilles (reședință)
- Épaignes
- Fresne-Cauverville
- Morainville-Jouveaux
- Saint-Pierre-de-Cormeilles
- Saint-Siméon
- Saint-Sylvestre-de-Cormeilles